# لودفيغ برغر
لودفيغ برغر (بالألمانية: Ludwig Burger)‏ هو رسام ألماني، ولد في 19 سبتمبر 1825 في كراكوف في بولندا، وتوفي في 22 أكتوبر 1884 في برلين في ألمانيا.